# Estadio Municipal de Saraguro "Julio Ordóñez"
El Estadio Municipal de Saraguro es un estadio multiusos. Está ubicado en la ciudad de Saraguro, provincia de Loja. Fue inaugurado en el año 2006. Es usado para la práctica del fútbol, Tiene capacidad para 500 espectadores.
Desempeña un importante papel en el fútbol local, ya que los clubes saragureños como el Municipal Saraguro y el Boca Juniors de Saraguro hacen o hacían de local en este escenario deportivo, que participan en el Campeonato Provincial de Segunda Categoría de Loja 2013.
El estadio es sede de distintos eventos deportivos a nivel local, ya que también es usado para los campeonatos escolares de fútbol que se desarrollan en la ciudad en las distintas categorías, también puede ser usado para eventos culturales, artísticos, musicales de la localidad.
- Datos: Q16303226